# Conservation des forêts en Afrique du Sud
Cet article traite de la conservation des forêts en Afrique du Sud.

## Histoire
Bien que des étendues assez considérables de forêts ou de brousse aient disparu depuis la colonisation par suite d'exploitations et de pacage abusifs, de cultures indigènes et d'incendies, il ne semble pas qu'il y ait de raison de penser que le pays ait jamais été, dans l'ensemble, fortement boisé au cours de la période géologique actuelle. En 1950, les forêts couvraient environ 3,7 pour cent de la superficie totale de l'Afrique du Sud.
Depuis les premiers jours de la colonisation européenne au Cap, les forêts indigènes du sud du Cap sont utilisées comme une source apparemment inépuisable de bois et de combustible. De 1652, lorsque Jan van Riebeeck débarque au Cap jusqu'aux années 1880, les forêts et la faune qu'elles soutiennent sont dépouillées de la même manière que celles des États-Unis ou de l'Australie, avec peu de réflexion quant à la durabilité.  
Jusqu'en 1856 environ, la forêt ne reçoit pratiquement aucune attention utile.  Ce n'est qu'à partir de cette époque que la conservation des forêts en Afrique du Sud devient une préoccupation majeure.  

### Les besoins de la colonie

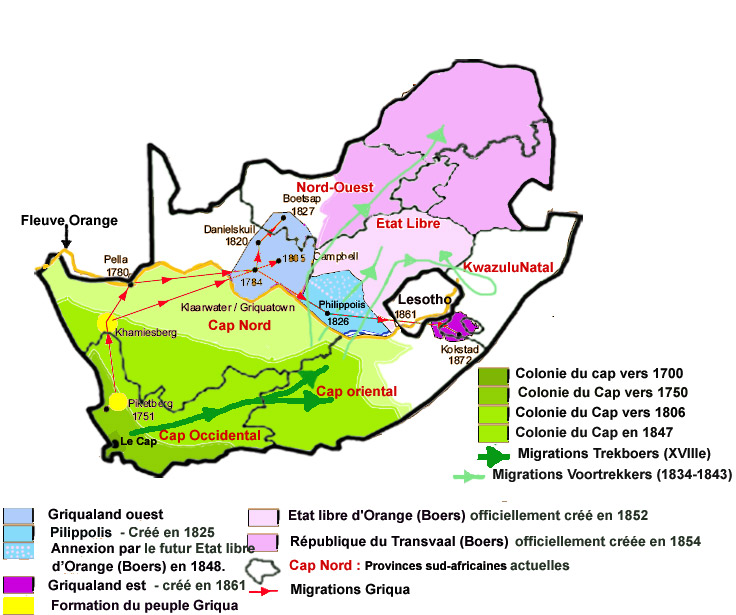
Carte d'Afrique du Sud indiquant l'évolution des frontières de la Colonie du Cap de 1700 à 1847 ainsi que la migration des Griquas et des Boers au XIXe siècle

Lors de l'implantation de la colonie hollandaise du cap en 1652, autour de la Baie de la Table, Jan van Riebeeck trouva une forêt de grands arbres à l'intérieur des terres (a six miles) d'exploitation si difficile qu'il convint qu'il serait plus facile d'en faire venir d'Amsterdam ou de Batavia. Baptisée en 1653, la Hout Bay va donner accès à des forêts qui font défaut dans la colonie non loin de Kaapstad. Du temps de Simon van der Stel, elles sont déjà dans un tel état de déplétion que trois fermiers-scieurs sont nommés pour pouvoir à l'entretien et à l'exploitation de la forêt. Les gouverneurs successifs Simon et Willem Adriaan van der Stel vont aussi planter des milliers de chênes: trente mille chênes sont ainsi importés de Hollande en 1679 et plantés notamment dans la région de Stellenbosch (d'où le nom). 
Vers 1776, un centre de coupe de bois est établi à l'emplacement de George, qui annonce un siècle de pillage des forêts environnantes. Une route améliorée entre Swellendam et George voit un nombre toujours croissant de colons et d'aventuriers désireux de participer au boom du bois. La perception est celle d'une ressource illimitée, conduisant à des pratiques excessivement gaspilleuses où seules les bois de qualité et taille adéquats sont choisis et emportées, et la majorité des arbres coupés sont simplement abandonnés à pourrir.
En 1778, le gouverneur Joachim van Plettenberg qui inspecte la région est consterné par les destructions. En conséquence, Johann Fredrick Meeding est nommé résident à Plettenberg Bay dans le but d'instaurer une certaine forme de contrôle sur les coupes. Meeding exerce ses fonctions avec diligence et son poste survit à un certain nombre de changements de gouvernement successifs, qui ont suivi l'occupation britannique du Cap en 1795. Même ainsi, aucune nouvelle mesure de conservation n'est introduite, et lorsque Graaff-Reinet est fondé en 1786, le boom du bois a repris avec la coupe en gros des forêts entre George et Knysna, la fondation officielle de George en 1811 aggravant la destruction.  
L'annexion du Cap par la Grande-Bretagne en 1806 met fin aux intentions balbutiante de reforestation par la République batave.

### Les besoins de la Royal Navy
Un chantier naval est construit à Simon's Town en 1743, repris par la Royal Navy en 1790.
George Macartney adopte une politique d'utilisation du bois des forêts de Plettenberg Bay pour les besoins de la Navy, et de Simon's Bay. Il est prévu que l'extraction du bois soit concentrée autour de Plettenberg Bay simplement parce qu'il pouvait être facilement expédié de là à Kaapstad. Cela stimule l'intérêt pour les forêts, ainsi qu'une forme très nominale de protection. Il semblerait cependant que beaucoup d'abattages irréguliers ont lieu entre 1795 et 1801. En avril 1800, Andrew Barnard (en) restreint l'usage de certaines partie de la forêt à l'usage seul du Gouvernement. Deux mois plus tard, le Landdrost (en) de Swellendam évalue les dégâts occasionnés aux forêts. En janvier 1801, le gouverneur Sir George Yonge publie une proclamation qui autorise la nomination de « commissaires permanents » avec pleins pouvoirs pour superviser, diriger et gérer les diverses forêts de la région de George, Knysna, PlettenbergBay, Mossel Bay, Algoa Bay et également toutes les autres forêts de la colonie.
À l'embouchure de la Knysna, le Britannique George Rex, qui réalise l'énorme potentiel commercial de la région, achète vers 1804 la ferme Melkhoutkraal, constituée vers 1770 par le gouvernement colonial. Il fait immédiatement pression sur le gouvernement pour y établir un port, pour l'exportation du bois des forêts à feuilles persistantes de Knysna. Il emploiera éventuellement jusqu'à 400 esclaves pour récolter ce bois. Les rives regorgent de gros arbres que l'on coupe et convoie jusqu'à la nouvelle ville de Knysna (fondée par Rex), par un navire construit par Rex. En 1831, un nouveau brick de 139 tonnes Knysna est construit par Rex presque entièrement en Stinkwood (Ocotea bullata) (le slipway lui-même est de la même essence) et navigue à travers le Heads avec sa première cargaison de bois à destination de Table Bay au Cap.
L'Embargo Act américain de 1807 suivi du Non-Intercourse Act de 1809) force le Royaume-Uni à trouver de nouvelles sources d'approvisionnement en mât et des incursions sont faites pour exploiter stinkwood (Ocotea bullata) et Real yellowwood (Podocarpus latifolius) du Cap. Le cèdre de Clanwilliam sera aussi exploité.
L'extraction du bois par la Royal Navy pour répondre aux besoins du chantier naval de Simon's Town (Base navale de Simon's Town) est un fardeau supplémentaire pour les forêts, une situation qui dure jusqu'en 1825 lorsque le fer sera de plus en plus utilisé dans la construction navale. Le retrait des ouvriers de la marine conduit à une occupation immédiate des zones évacuées par de nouveaux bûcherons. 
Le début du Grand Trek en 1836 provoque de nouvelles vagues de coupeurs du Langkloof pour envahir les forêts du Tsitsikamma dans la région de Humansdorp. Pour aggraver les choses, le gouvernement décide en 1846 de vendre les forêts aménagées en lots agricoles. De la forêt restante, seule une bande étroite, s'étendant entre les rivières Keurbooms (en) et Kaaimans, est sous le contrôle de l'État, et le magistrat local délivre des permis d'abattage aux bûcherons dans le but de recueillir autant de revenus que possible. En 1847, la situation devient si critique que toutes les forêts de la Couronne sont déclarées fermées. Un Conservateur des Forêts est nommé, assisté de 4 rangers. Cette protection est de courte durée et en 1856 les forêts sont rouvertes.

### Harison
Le deuxième conservateur des forêts est nommé à cette époque, un officier de l'armée à la retraite, le capitaine Christopher Harison (en), un homme sans formation forestière, mais avec une aptitude remarquable pour sa nouvelle carrière. Il s'est familiarisé avec la sylviculture européenne et adopte la pratique de l'exploitation des forêts par tronçons, ce qui conduit à un meilleur contrôle et à une réduction considérable des déchets. Il critique également ouvertement l'aliénation des forêts de la Couronne et c'est en grande partie grâce à ses efforts que cette pratique est arrêtée. Le botaniste colonial, Karl Wilhelm Ludwig Pappe (en), émet de terribles avertissements sur l'ampleur de la destruction et devient une autre voix soutenant le climat croissant favorable à la conservation des forêts. La nomination du Field Marshal Baron Johan de Fin (en) comme conservateur des forêts à Keiskammahoek (en) suit en 1865. Malgré les avertissements, les choses se déroulent à peu près de la même manière jusqu'au grand incendie de forêt de février 1869 au cours duquel de grandes parties de la forêt entre George et la rivière Bloukrans sont complètement détruites. La question est soulevée au Parlement et une commission composée du capitaine Harison et de Thomas Bain est nommée. À la suite de cela, le capitaine Harison est nommé conservateur des forêts de la région de Knysna en 1874. Son travail est entravé par les besoins en bois de la ligne de chemin de fer à Kimberley et par la ruée vers l'or de courte durée à Millwood (en) en 1876.

### De Vasselot
Le comte Médéric de Vasselot de Régné (4 août 1837 - 23 avril 1919), un officier forestier d'origine française formé à l'École nationale des forêts de Nancy, en France, est nommé surintendant des bois et forêts en Afrique du Sud en 1880. 
La nomination de De Vasselot au poste de surintendant des bois et forêts suit en 1880. C'est la première fois qu'un forestier professionnel est nommé en charge et c'est un tournant dans la foresterie sud-africaine. Pour la première fois, les autorités sont persuadées qu'une politique sylvicole saine est plus importante que les revenus tirés de l'exploitation. Les détails du nouveau système de gestion sont précisés dans le règlement forestier de 1883. Lorsque de Vasselot quitte le Cap en 1891, les forêts de George, Knysna et Tsitsikamma sont gérées sur une base scientifique. Deux publications importantes de de Vasselot se font en 1885: "Introduction to the Systematic Treatment of the Crown Forests of the Cape Colony" et une brochure sur "Selection and Seasoning of Wood", sont toutes deux traduites en anglais par le conservateur des forêts de Transkeian, AW Heywood. En 1898, Colin MacNaughton succède à Heywood comme conservateur à Knysna, où il marqua les premières parcelles d'échantillonnage permanentes dans les forêts pour étudier les communautés d'arbres indigènes, jetant ainsi une base précieuse pour la recherche sur les écosystèmes forestiers. McNaughton croit fermement que les forêts doivent être exploitées dans l'intérêt du pays, et non dans l'intérêt de la population immédiate. Autrement dit, les arbres devraient être considérés comme une ressource nationale, et sans rapport avec les moyens de subsistance des communautés qui exploitaient la forêt. 
De Vasselot est commémoré dans la Vasselot Nature Reserve entourant Nature's Valley.

### Bois de mines
L'exploitation des mines pour les mines d'or et de charbon entraine la plantations d'eucalyptus et d'acacias exotiques à croissance rapide. D'autre-part, le programme de reboisement de l’État a surtout visé à la production de grumes de sciage résineuses, à partir de en 1939, environ  6 400 ha furent plantés annuellement.
Superficie de terre réservée au forêts vers 1950 (hectares):
- Forêts indigènes:  252 628 ha
- Plantations (essences exotiques):  192 335 ha
- Dunes désertiques:  13 265 ha
- Surfaces non boisées: ne convenant pas ou non disponibles:  954 597 ha
- disponibles pour le boisement:  132 466 ha